# Stolnica sv. Trojice, Adis Abeba
Stolnica sv, Trojice, v amharščini znana tudi kot Kidist Selassie, je najvišje uvrščena etiopska tewahedo pravoslavna stolnica v Adis Abebi v Etiopiji. Zgrajena je bila v spomin na etiopsko zmago nad italijansko okupacijo in je poleg drugih stolnic, kot je cerkev Naše Gospe Marije Sionske v Aksumu, pomemben kraj čaščenja v Etiopiji.

## Naslov
Stolnica nosi naslov Menbere Tsebaot ali 'Čisti oltar'. Cerkev, zgrajena leta 1942, je bila pokopališče tistih, ki so se borili proti italijanski okupaciji, ali tistih, ki so spremljali cesarja Haile Selasija v izgnanstvu od leta 1936 do 1941. Cesar in njegova soproga cesarica Menen Asfav sta pokopana v severni transept stolnice. Drugi člani cesarske družine so pokopani v kripti pod cerkvijo. V južnem transeptu je nedavno dodana kapela nadangela Mihaela, v kateri je Tabot ali skrinja svetega Mihaela nadangela, ki je bila vrnjena v Etiopijo februarja 2002, potem ko so jo odkrili v Edinburgu. To relikvijo so britanske sile odnesle iz gorske citadele Magdalla leta 1868 med kampanjo proti cesarju Tevodrosu II.

## Arhitektura
Stolnica se razprostira na površini 1200 m² in je razdeljena na tri ladje. Simetrično pročelje, pred katerim je portik, prekinjen s pilastri, krasijo številne fiale, kipi in gosto okrasje različnih slogov, ki obogatijo tudi stranske dele; trije mixtilinearni pedimenti se dvigajo na vrhu, medtem ko kupola izstopa zadaj in doseže višino 16 m.
V notranjosti osrednjo ladjo, bogato okrašeno s štukaturo, krasi velika freska Svete Trojice, ki jo je ustvaril Afeverk Tekle; vitraži predstavljajo različne epizode iz Stare in Nove zaveze. Tu sta tudi dva prestola iz ebenovine, slonovine in marmorja, prvotno namenjena cesarju in njegovi ženi.
Glavni oltar je posvečen 'Agaiste Alem Kidist Selassie' (Suverenu sv. Trojice). Druga dva oltarja v Najsvetejšem na obeh straneh velikega oltarja sta posvečena Janezu Krstniku in 'Kidane Meheret' (Gospe usmiljenja).
Kompleks stolnice vključuje tudi cerkev 'Bale Wold' (praznik Božjega sina), ki je znana tudi kot cerkev Štirih nebeških bitij. Ta cerkev je služila kot prvotna samostanska cerkev Svete Trojice pred gradnjo stolnice in sega v obdobje vladavine cesarja Menelika II. Drugi objekti so osnovna in srednja šola, samostan in teološka fakulteta Svete Trojice, muzej in spomenike, v katerih so posmrtni ostanki tistih, ki so jih Italijani leta 1937 pobili v Adis Abebi kot odgovor na poskus atentata na maršala Rodolfa Grazianija, podkralja Italijanske vzhodne Afrike. Poleg tega je spomenik in grobnica uradnikov cesarske vlade, ki jih je usmrtil komunistični Dergov režim. Stolnica sv. Trojice je uradni sedež pravoslavne nadškofije Adis Abebe. Patriarhi Etiopske tevahedo pravoslavne cerkve so tukaj ustoličeni in tukaj so posvečeni tudi vsi škofje.

## Cesarske grobnice in pokopi
Grobnice cesarja Haile Selassieja in cesarice Menen Asfav ter drugih članov cesarske družine so znotraj stolnice sv. Trojice. Na cerkvenem pokopališču sta pokopana patriarha Abuna Takla Hajmanot in Abune Paulos iz etiopske tevahedo pravoslavne cerkve, prav tako znana britanska sufražetka in protifašistična aktivistka Sylvia Pankhurst. Tam so pokopani tudi premier Meles Zenavi in drugi ugledni Etiopijci.

## Galerija
- Dostop do stolnice sv. Trojice
- Bližnji pogled na cerkev
- Notranjost
- Notranja slika, ki prikazuje Haileja Selassieja, ki dviguje zastavo Etiopije
- Prestol Haile Selassieja in njegove žene Menen Asfav